# Arongan (Kuala Pesisir)
Arongan is een bestuurslaag in het regentschap Nagan Raya van de provincie Atjeh, Indonesië. Arongan telt 923 inwoners (volkstelling 2010).